# António Feliciano de Castilho
António Feliciano de Castilho, né le 28 janvier 1800 à Lisbonne – mort le 18 juin 1875 dans la même ville, est un écrivain, poète et pédagogue portugais.